# Roger de Diesbach
Roger de Diesbach, de son nom complet Roger Meinrad Marie Guillaume de Diesbach, né à Berne le 27 avril 1944 et mort à Fribourg le 21 septembre 2009 , est un journaliste suisse.

## Biographie
Membre de la famille de Diesbach, bourgeois de Fribourg et de Pierrafortscha, il est le fils de Roch de Diesbach, commandant de corps de l'armée suisse, et d'Alix de Kalbermatten.
Après un passage à l'Agence télégraphique suisse de 1970 à 1975 où il anime le service d'enquêtes et de reportage de l'ATS, il est correspondant parlementaire de la Tribune de Lausanne, actuel Matin. 
À la suite des difficultés du journal La Suisse pour lequel il travaille alors, il crée en 1986 le Bureau de reportage et de recherche d'information (BRRI) à Rossens (canton de Fribourg) ; dans ce cadre, il a en particulier publié différentes enquêtes en 1984 et 1985 sur les contrats de la firme Pilatus avant de devoir fermer son bureau en 1994 pour des raisons financières.
Il devient entre 1994 et 1996 rédacteur en chef adjoint du Journal de Genève puis rédacteur en chef de La Liberté de 1996 à 2004 avant de redevenir journaliste à temps partiel. Capitaine à l'armée, il est l'un des premiers journalistes suisses à s'adonner au journalisme d'investigation.

## Publication
- Presse futile, presse inutile, plaidoyer pour le journalisme, Genève, Stlatkine, 2007, 472 p. (ISBN 978-2-8321-0301-2)